# Johann Samuel Müller
Johann Samuel Müller (* 24. Februar 1701 in Braunschweig; † 7. Mai 1773 in Hamburg) war ein deutscher Schulleiter und Schriftsteller.

## Leben
Der Sohn eines Lehrers am Braunschweiger Katharineum erhielt seine erste Ausbildung an dieser Schule. Durch ein Begabtenstipendium des Herzogs August Wilhelm konnte er 1719 die Universität Helmstedt besuchen. Hier studierte er Theologie und Philosophie, aber auch klassische und orientalische Sprachen, Mathematik und Physik, Geschichte und Staatsrecht.
Zu dieser Zeit waren seine Gedichte schon von Christian Friedrich Hunold unter die Gedichte berühmter Männer aufgenommen worden.
Ab 1721 schrieb er Libretti zu Opern von Georg Caspar Schürmann so für Rudolfus Habspurgicus, Pharao und Joseph, Otto Pue.
1722 versuchte er in Leipzig zu habilitieren, übernahm aber bald eine Hofmeisterstelle bei dem Kriegsrath Raschle in Dresden.
1725 kehrte er nach Braunschweig zurück und übernahm eine Hofmeisterstelle beim holsteinischen Minister von Roeptstorf in Hamburg.
Noch in demselben Jahre wurde er auf Empfehlung vom Rektor des Hamburger Johanneums Johann Hübner in eine Rektorstelle in Uelzen berufen.
Ab 1730 bekleidete er ein Konrektorenamt an der Altstädter Schule in Hannover, aber schon ab dem 11. September 1732 trat er als Rektor der Gelehrtenschule des Johanneums an die Stelle des verstorbenen Johann Hübner.
Er schrieb im Jahre 1728 das Libretto zur Oper Miriways von Georg Philipp Telemann.
Mit Gotthold Ephraim Lessing verband ihn eine enge Freundschaft.

## Werke (Auswahl)
- Platonische Dialoge. Hamburg 1736–1740.
- Gespräche der alten Weltweisen. Hamburg 1733.